# 福来友吉
福来 友吉（福來 友吉、ふくらい ともきち、明治2年11月3日（1869年12月5日） - 1952年（昭和27年）3月13日）は、日本の心理学者、超心理学者。東京帝国大学助教授、高野山大学教授。文学博士（1906年）（学位論文「催眠術の心理学的研究」）。念写の発見者とされる。

## 概要
岐阜県高山市の商家に生まれ、見習い奉公に出されたが商人になることを嫌い、学問に志を立てて猛烈に勉強し、岐阜県斐太尋常中学（現・岐阜県立斐太高等学校）から優秀な成績で旧制第二高等学校に進学した。実家が事業に失敗し学費に困ったが、仙台の資産家・町田真秀が援助し、1899年（明治32年）東京帝国大学文科大学哲学科を卒業。さらに同大学院で変態心理学（催眠心理学）を研究し、1906年（明治39年）、「催眠術の心理学的研究」で文学博士の学位を授与された。1908年（明治41年）、東京帝国大学助教授。

### 御船千鶴子での実験

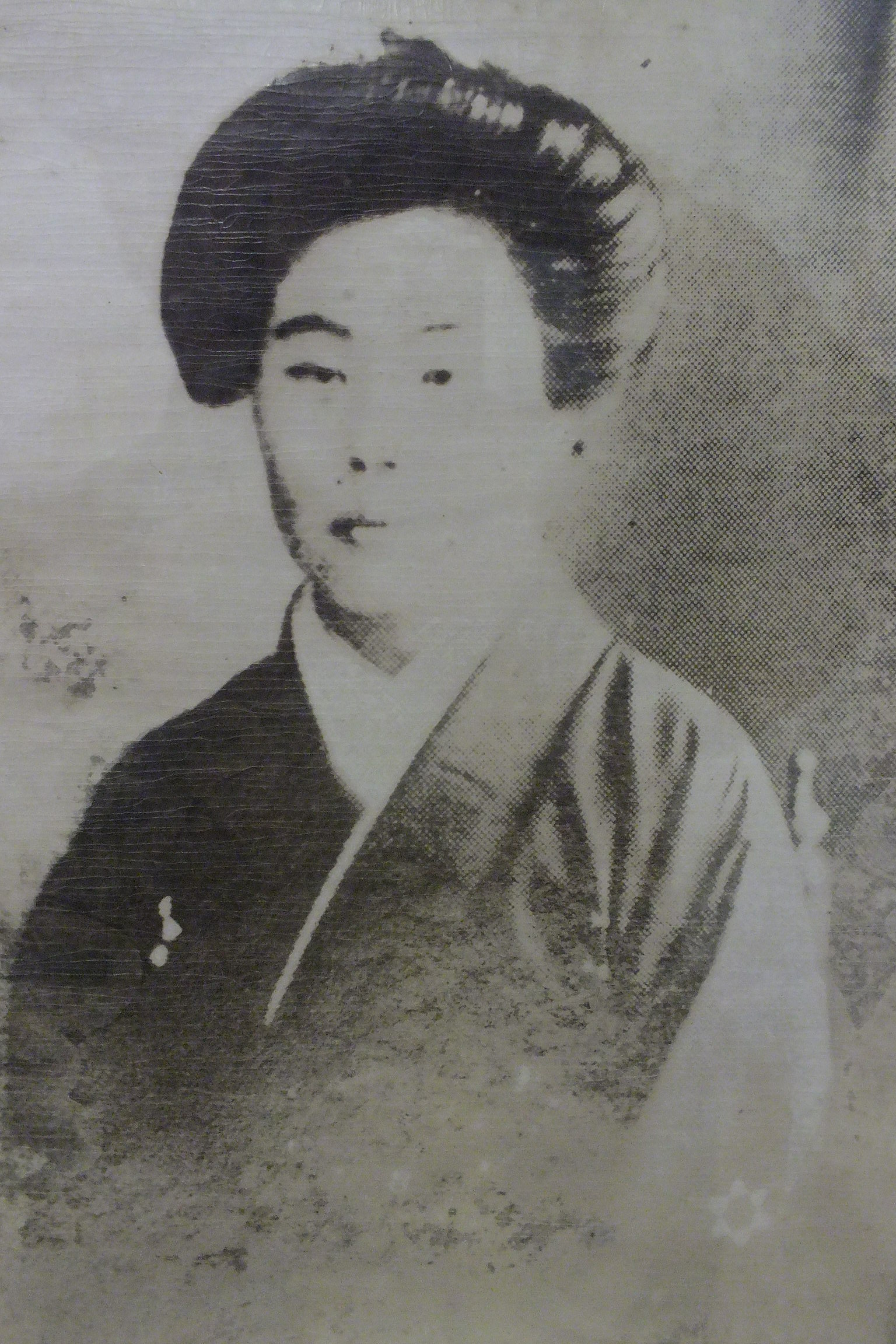
御船千鶴子（1910年）

1910年（明治43年）、かつての教え子で熊本工業学校の高橋正熊は、熊本県に住む御船千鶴子が優れた透視能力を発揮して「千里眼」と言われているという話を聞いて簡単な実験を行ない、その結果を福来に報告していた。当初福来は教え子の研究成果を横取りするつもりもなく気に留めなかったが、旧制熊本県立中学済々黌（現・熊本県立済々黌高等学校）校長の井芹経平がレベルの高い実験を勧めたために自らも実験することになった。

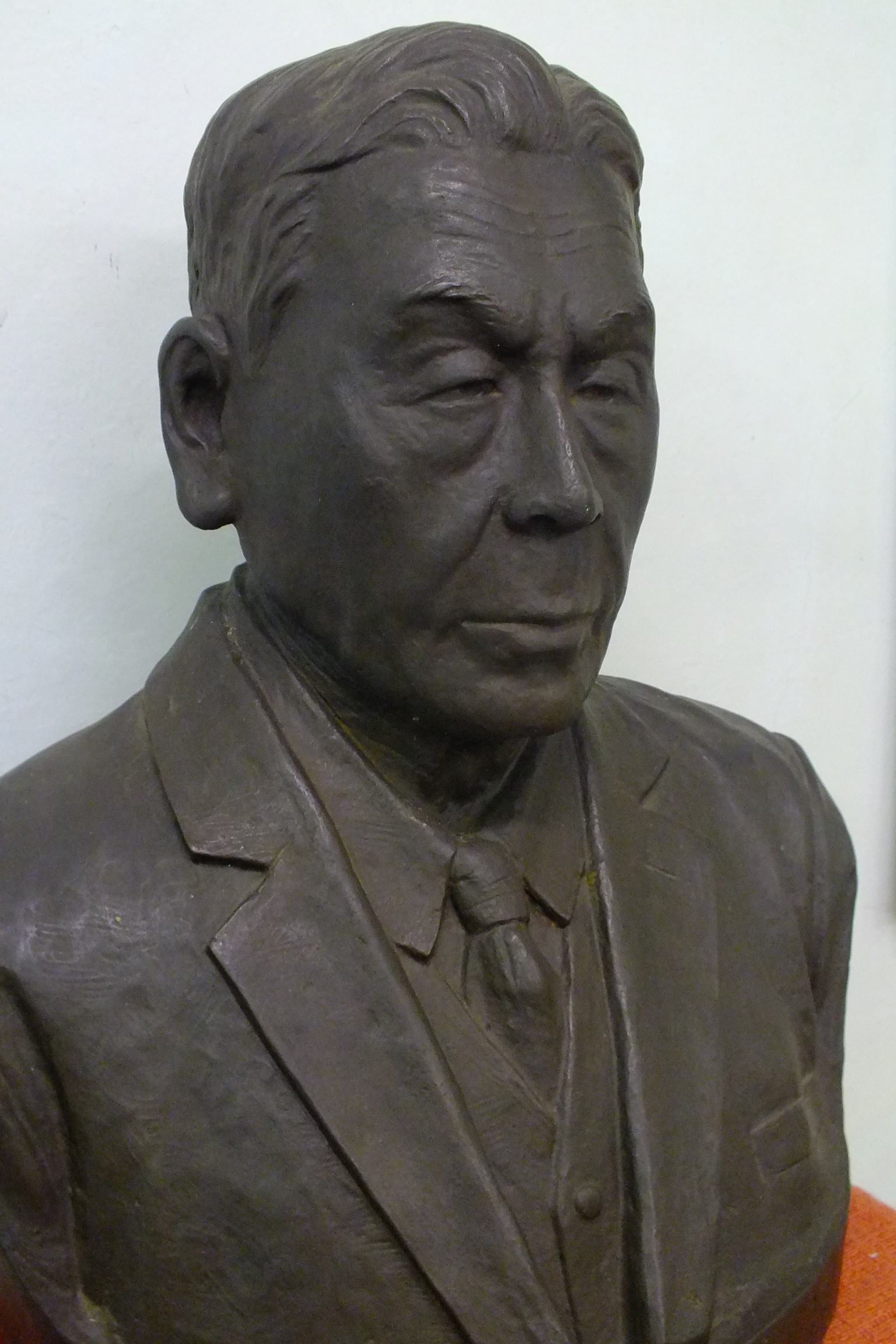
福来記念山本資料館に置かれる晩年の福来友吉胸像

通信による実験では予想外に好成績で、1910年（明治43年）4月には研究仲間で京都帝国大学医学博士今村新吉を伴い現地での本格的実験と能力開発指導を始めた。この結果二人は透視能力の確実を確信し学会にも報告した。また4月25日付で「熊本に密閉箱の名刺を読む女性出現」と当時の新聞に大きく採り上げられた。これに対し東京帝国大学の理学博士山川健次郎は特に強い興味を示し、科学的な検証を提案して来た。公開実験が行なわれたが、不的中なら非難され、的中なら詐術を疑われ、強い疲労と能力低下に悩んで御船千鶴子は自殺してしまった。

### 長尾郁子での実験

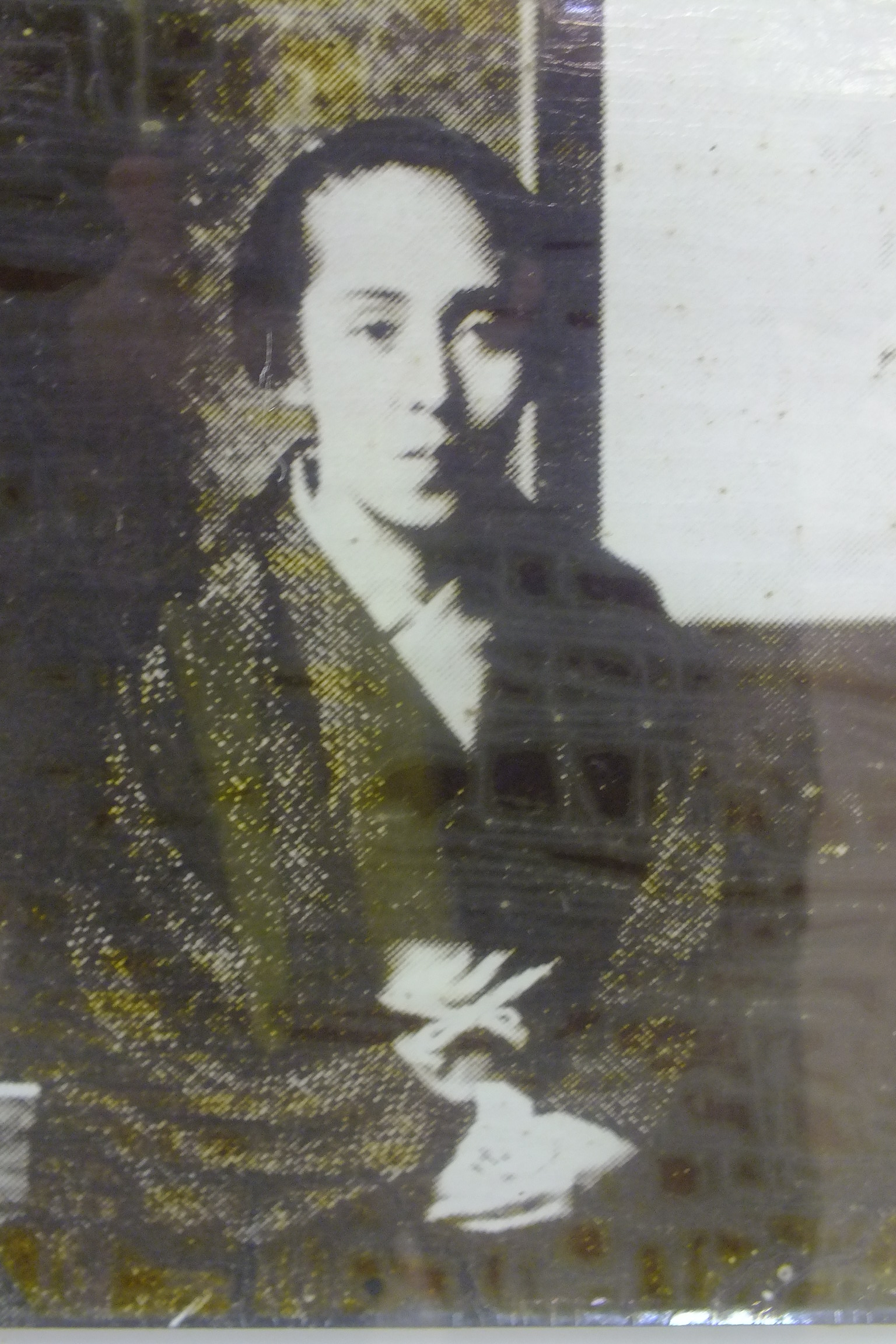
長尾郁子

1911年（明治44年）頃から御船千鶴子が起こした「千里眼」ブームに乗って自薦他薦の自称超能力者が名乗り出たが、その中で最も福来の関心を引いたのは丸亀市に住んでいた長尾郁子であった。
能力上は当初御船千鶴子に劣ったが、対面して透視を行なえたので詐術の疑惑を受けにくいと判断された。また未現像の写真乾板を送って透視してもらい透視結果を出してもらってから現像するという方法で不正疑惑を避けようとした。数回の実験では的中した。またカブリが発生していたことから、福来は念写の可能性を考え始めた。
山川健次郎が透視と念写の実験に訪れ、福来がオブザーバーとして立ち会うことになった。しかし長尾郁子は少しでも疑われたり邪心があったりすれば精神統一ができないと実験に条件をつけ、学者の反感を買った。不穏な空気の中で行なわれた実験でも長尾郁子側に内密のまま不正開封発見のために入れた鋼鉄線がなくなる、封印が破られているなど不正手段を使ったと思われる状況があったが、不正発見手段は内密に行なわれたことで公表できなかったため成功として報道された。しかし続いて行なわれた実験で山川健次郎側が写真乾板を入れ忘れて念写を依頼する手違いがあり、山川健次郎が謝罪して一時は何とか実験が続行されることになったが、長尾郁子の超能力を疑う学者の中から一方的に「透視と念写は全くの詐欺である」旨報道陣に見解を発表、長尾郁子側は以後の実験を全く拒否し2ヶ月後に風邪で急逝した。

### 高橋貞子での実験
1913年（大正2年）、福来を信奉していた催眠術者高橋宮二が妻の高橋貞子を指導し初歩の念写を成功させ、福来の指導を仰ぎに来た。福来は疑惑の要因を一切断って井上哲次郎や筧克彦などの立ち会いの元で念写を成功させたとしている。

### 学会追放

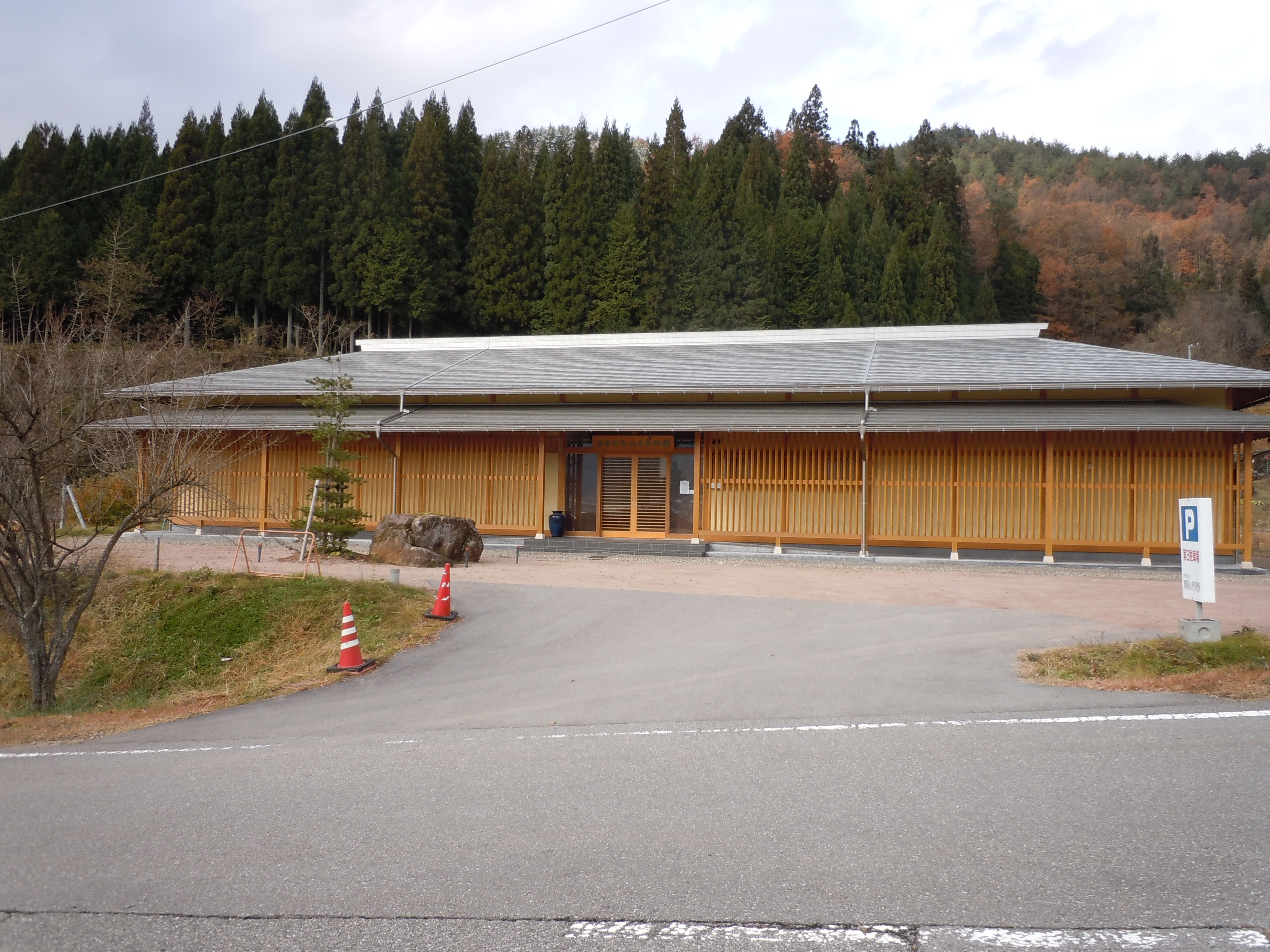
高山市国府町所在の『福来記念山本資料館』。

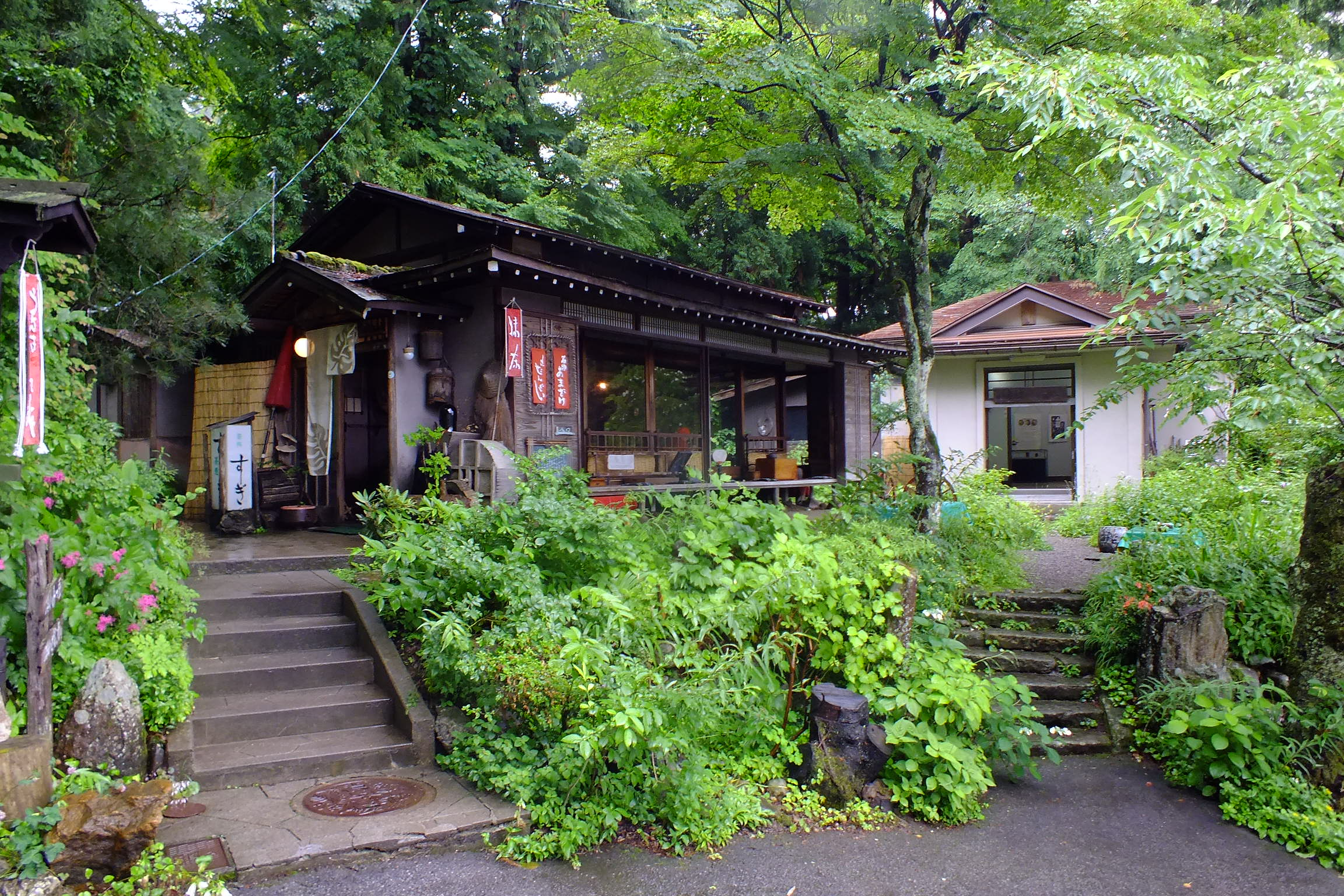
岐阜県高山市の城山公園内に所在、福来の研究内容について展示されている『福来博士記念館』。山本健造によって建設され、飛騨福来心理学研究所が運営している。手前の茶屋が受付・管理を行っている。

高橋貞子での実験成功に力を得て、1914年（大正3年）9月に『透視と念写』を出版した。学長であった上田萬年から10月に呼ばれ「東大教授として、内容的に好ましくない行為」として警告を受けたが、透視も念写も事実である旨主張して東京帝国大学を追放（公的には休職）され、1915年（大正4年）10月28日付の東京日日新聞や萬朝報でも報じられた。彼が取り上げた人物も「イカサマ」「ペテン師」などの攻撃を受けることになってしまった。

### その後
物理的検証といった方法論を放棄し、禅の研究など、オカルト的精神研究を行なった。
1921年（大正10年）、真言宗立宣真高等女学校長、1926年（大正15年）から1940年（昭和15年）まで高野山大学教授。
土井晩翠や志賀潔の協力を得て仙台市青葉区台原に「福来心理学研究所」を設立して超能力者三田光一の育成など独自の研究を進めるが、すでに世間の信用を失った友吉は一般の注目を浴びることなく1952年（昭和27年）3月妻多津子に看取られてその生涯を閉じた。福来博士記念館には高野山で滝行を行なう修験者姿の友吉の写真などが展示されている。
博士論文「催眠術の心理学的研究」は、日本における催眠の学術的研究の嚆矢。

## 家族
妻は町田真秀の娘多津子（辰）であった。町田辰は宮城女学校在学中、アメリカ人宣教師で校長の一方的な教育方針に反発し、日本初の女子校内ストライキ「宮城女学校ストライキ事件」の首謀者として学校側から退学を命じられ、明治女学校へ転校した。

## 栄典
- 1912年（大正元年）12月28日 - 正六位[10]

## 主な著書
復刻が出ているもののみ。
- 『催眠心理学』 ISBN 4-7952-4766-8
  - 本書は成瀬悟策に名著であると評価されている。
- 『透視と念写』 ISBN 4-7952-5467-2
- 『心霊と神秘世界』 ISBN 4-89350-104-6 ISBN 4-7952-5470-2

## 論文

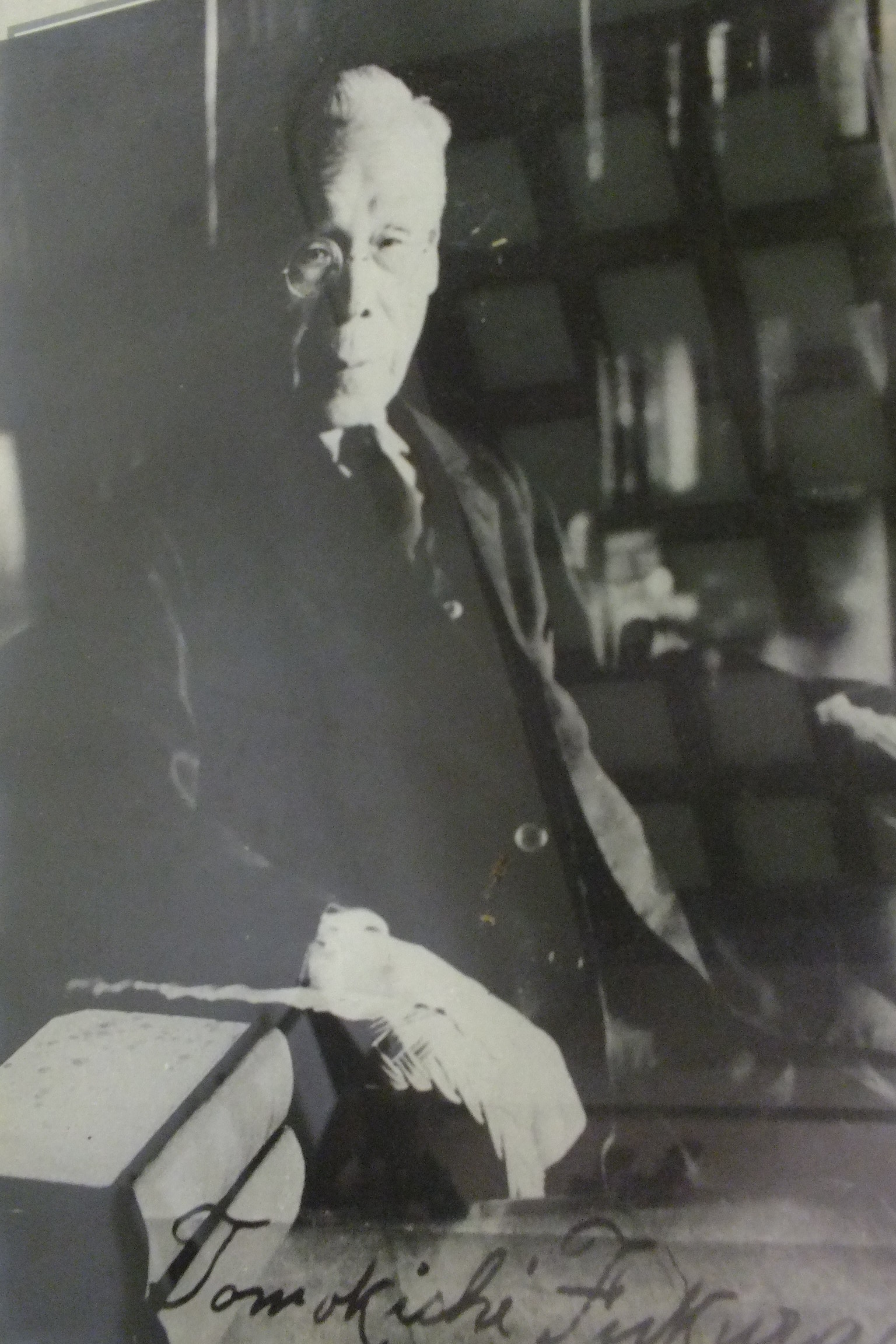
晩年の福来友吉

- 「実在観念の起源」『哲学雑誌』 第10巻・通巻145号 - 146号 1899
- 「欲念につきて」『教育学術界』 第4巻 2号 1901
- 「再び欲念につきて」『教育学術界』 第5巻 6号 1902
- 「自我実現と信仰」『教育学術界』 第6巻 3号 1902 - 4号 1903
- 「智的作用の根本原理としての予期感情」『哲学雑誌』 第18巻・通巻192号 1903
- 「催眠術に就きて (心理的研究)」『哲学雑誌』 第18巻・通巻198号 1903
- 「催眠と睡眠との異同」『教育学術界』 第7巻 6号 1903
- 「催眠の心理的研究」『国家医学会雑誌』 第201号 - 204号 1904
- 「精神の顕在的活動と潜在的活動」『教育学術界』 第9巻 5号 - 6号 1904
- 「錯覚及幻覚の説明 附・催眠上の実験」『教育学術界』 第11巻 5号 - 6号 1905
- 「苦悶と救済と無我」『教育学術界』 第13巻 2号 1906
- 「精神的修養」『哲学雑誌』 第22巻・通巻245号 1907
- 「催眠術の教育的効果」『内外教育評論』 第1巻 2号 1907
- 「透視の実験研究」『哲学雑誌』 第25巻・通巻282号 1910
- 「変態心理学の本領と誤解」『内外教育評論』 第4巻 1号 1910
- 「教育上に応用したる暗示と喚想との関係の実験的研究」『内外教育評論』 第4巻 7号 1910
- 「警戒すべき三思想」『内外教育評論』 第5巻 9号 1911
- 「千鶴子に対する最後の実験」『女学世界』 第11巻 4号 1911
- 「人格と教育」『哲学雑誌』 第27巻・通巻302号 1912
- 「元良先生の心理研究に於ける一般意向と其の結果」『心理研究』 第3巻 4冊 (通巻16号 1913)
- 「観念は生物也」『変態心理』 第1巻 1917
- 「心霊研究の本義」『教育学術界』 第35巻 3号 1917
- 「一小学校教師の念写実験」『変態心理』 第3巻 1919
- 「神通力の存在」『科学画報』 第9巻 4号 1927
- 「福原越後公の肖像写真と津軽為信公の肖像写真」『心霊研究』 第40号 1950
- "Japan's greatest medium Koichi Mita", Psychic Observer, No. 325, 1952
- "Study in Nengraphy" 『福来心理学研究所報告』 第3巻 1986